# 唐瑞銅
唐瑞銅，字士行，贵州贵阳人，清朝政治人物、進士出身。
光緒二十九年（1903年）癸卯科進士，二甲七名，同年五月，授戶部員外郎。后授禮部員外郎，官河南財政監理。